# WLE DT1 und 2
Die Verbrennungstriebwagen DT1 und 2 der Westfälischen Landes-Eisenbahn wurde 1928 von den Deutschen Werken in Kiel hergestellt. Sie wurden zur Rationalisierung des Personenverkehrs angeschafft und waren als Triebwagen bis 1958 im Einsatz. Danach wurden sie zu antriebslosen Steuerwagen umgebaut und waren bis in die 1970er Jahre in Betrieb.

## Geschichte
Die Triebwagen wurden 1928 mit den DWK-Fabriknummern 160 und 161 in Betrieb genommen. Sie gehörten zu den ersten Privatbahntriebwagen in Westdeutschland. Zum Einsatz gelangten sie zunächst auf der Bahnstrecke Münster–Neubeckum. Die Betriebskosten waren im Vergleich zu anderen Bahnen fast um die Hälfte niedriger. Zeitweise verrichteten sie auf der Bahnstrecke Borken–Burgsteinfurt Dienste.
1935 beziehungsweise 1937 wurden beide Wagen mit einem Dieselmotor ausgerüstet und umgezeichnet. Nach dem Krieg wurden beide Wagen nochmals mit neueren Dieselmotoren modernisiert, wobei der Achsstand vergrößert wurde. Durch die Lieferung von neuen Triebwagen wurden die Wagen nur noch auf der Strecke Münster–Warstein eingesetzt, dann als Reservefahrzeuge verwendet und schließlich abgestellt. 1958 wurden sie zu Steuerwagen umgebaut und bis in die 1970er Jahre weiterbetrieben. Bis 1974 wurden beide Wagen verschrottet.

## Konstruktive Merkmale
Die Fahrzeuge gehörten zu den wenigen der Deutschen Werke in Kiel in zweiachsiger Ausführung. 1954 wurde der Achsstand um einen Meter vergrößert und das Laufwerk mit Lenkachsen ausgeführt.
Der Wagenkasten war in Ganzstahlbauweise als Nietkonstruktion hergestellt. Das Dach bestand aus verzinkten Stahlblech. Die Seitenwände waren innen unterhalb der Fensterbrüstung aus Kiefernholz mit Linoleumbelag, oberhalb davon aus poliertem Sperrholz, der Wagenfußboden bestand aus 30 Millimeter starken Kiefernholzbohlen. Das Fahrgastabteil bestand ursprünglich aus einem Abteil der 3. Wagenklasse mit Holzsitzen, der Sitzteiler betrug 3+2. Ihm schlossen sich an den Enden die Einstiegsräume an, wo der Triebfahrzeugführer seinen Arbeitsplatz hatte. Insgesamt standen 39 Sitzplätze zur Verfügung. Zusätzlich waren sechs Klappsitze in den Führerständen vorhanden. Die Türen in den verjüngten Enden waren als Schiebetüren ausgeführt. 1954 wurde der Fahrgastraum umgestaltet; es wurde ein zusätzliches Abteil der 2. Wagenklasse mit acht Sitzplätzen eingebaut, gleichzeitig entfiel das Gepäckabteil. Bei diesem Umbau erhielten die Fahrzeuge eine Übergangstür in der Stirnwand.
Die Maschinenanlage wurde mehrfach umgebaut. Geliefert wurden die Wagen mit einem Benzolmotor von DWK und einem mechanischen TAG-Getriebe. 1935 und 1937 wurden 210-PS-Dieselmotoren eingebaut, wobei die Typ- beziehungsweise Fabrikatsbezeichnung nicht bekannt ist. 1954 erhielt sie in der Werkstatt Lippstadt ihre dritte maschinentechnische Ausrüstung mit dem KHD AA8M517. Dabei wurde die Kraftübertragung auf ein hydraulisches Getriebe umgebaut. Das Laufwerk wurde geändert und gleichzeitig die reguläre Zug- und Stoßeinrichtung durch eine Scharfenbergkupplung ersetzt.
Die Bezeichnung der Fahrzeuge änderte sich mehrfach. Um Verwechslungen mit anderen Fahrzeugen der WLE zu vermeiden, wird nur die erste und die letzte Bezeichnung angegeben. Die die Dächer waren aluminiumfarbig lackiert, die Untergestelle schwarz, der obere Teil des Kastens zwischen den Fenstern elfenbein und der untere Teil dunkelrot. Nach 1954 hatten sie die WLE-übliche Farbkombination in signalrot mit mehreren horizontalen weißen Zierstreifen.